# Poiana (Dâmbovița)
Pour les articles homonymes, voir Poiana.
Poiana est une commune du județ de Dâmbovița en Roumanie.